# Vlaho Stulli
Vlaho Stulii (Stulić) (Dubrovnik, 8. listopada 1768. – Dubrovnik, 19. prosinca 1843.), bio je hrvatski pjesnik i komediograf, službenik Dubrovačke Republike, koji je pisao na hrvatskomu, talijanskom i latinskome jeziku. Istaknuti je predstavnik hrvatske književnosti dubrovačkoga kruga s kraja XVII. i prve polovine XVIII. stoljeća. U komediografskim djelima vidljiv je utjecaj Nikole Nalješkovića, Marina Držića i Carla Goldonia. Premda najpoznatiji po komediografskim ostvarenjima, pisao je i dnevnik na talijanskome te epigrame na latinskomu jeziku.
Ulica u zagrebačkomu Španskom nosi njegovo ime.